# Harlekinmariehøne
Harlekinmariehønen (latin: Harmonia axyridis) er en invasiv mariehøne, der stammer fra Asien 
Den kan blive et problem for de hjemmehørende arter af mariehøns, da den er kendt for at spise andre mariehøns' æg, larver og pupper, og skaber allerede nu problemer i andre europæiske lande.

## Udbredelse i Europa
I Europa, blev arten første gang observeret i Belgien i 2001. Den spredte sig hurtigt gennem det vestlige Tyskland (2002), Holland (2003), Nordfrankrig og England (2004), Danmark (2006) og resten af Skandinavien i (2007).

## Billeder
- Sort variant af H. axyridis
- H. axyridis på en plante af Apiaceae familien.